# Südafrikanische Cricket-Nationalmannschaft in Indien in der Saison 1996/97
Die Tour der südafrikanischen Cricket-Nationalmannschaft nach Indien in der Saison 1996/97 fand vom 20. November bis zum 14. Dezember 1996 statt. Die internationale Cricket-Tour war Bestandteil der Internationalen Cricket-Saison 1996/97 und umfasste drei Tests und ein ODI. Indien gewann die Test-Serie 2–1 und die ODI-Serie 1–0.

## Vorgeschichte
Beide Mannschaften spielten zuvor zusammen mit Australien ein Drei-Nationen-Turnier in Indien.
Das letzte Aufeinandertreffen der beiden Mannschaften bei einer Tour fand in der Saison 1992/93 in Südafrika statt.

## Stadien
Die folgenden Stadien wurden für die Tour als Austragungsort vorgesehen.
| Stadion              | Stadt     | Kapazität | Spiele  |
| -------------------- | --------- | --------- | ------- |
| Sardar Patel Stadium | Ahmedabad | 54.000    | 1. Test |
| Green Park Stadium   | Kanpur    | 33.000    | 3. Test |
| Eden Gardens         | Kalkutta  | 82.000    | 2. Test |
| Wankhede Stadium     | Mumbai    | 33.000    | 1. ODI  |

## Kaderlisten
Die folgenden Kader wurden von den Mannschaften benannt.
| Test | Test | ODI | ODI |
| Indien | Südafrika | Indien | Südafrika |
| --- | --- | --- | --- |
| - Sachin Tendulkar (K) - Mohammad Azharuddin - Rahul Dravid - Sourav Ganguly - Narendra Hirwani - Sunil Joshi - Aashish Kapoor - Anil Kumble - VVS Laxman - Sanjay Manjrekar - Nayan Mongia (wk) - Venkatesh Prasad - Woorkeri Raman - Javagal Srinath | - Hansie Cronje (K) - Paul Adams - Daryll Cullinan - Fanie de Villiers - Allan Donald - Herschelle Gibbs - Andrew Hudson - Gary Kirsten - Lance Klusener - Brian McMillan - Jonty Rhodes - David Richardson (wk) - Pat Symcox | - Sachin Tendulkar (K) - Mohammad Azharuddin - Rahul Dravid - Ajay Jadeja - Sunil Joshi - Anil Kumble - Nayan Mongia (wk) - Venkatesh Prasad - Woorkeri Raman - Robin Singh - Javagal Srinath | - Hansie Cronje (K) - Paul Adams - Nicky Boje - Derek Crookes - Daryll Cullinan - Fanie de Villiers - Herschelle Gibbs - Andrew Hudson - Gary Kirsten (wk) - Brian McMillan - Pat Symcox |

## Tests

### Erster Test in Ahmedabad
| 20. – 23. November Scorecard | Ahmedabad | Indien 223 (99) & 190 (79.2) | – | Südafrika 244 (98.1) & 105 (38.5) |
|                              |           | Indien gewinnt mit 64 Runs   |   |                                   |

Indien gewann den Münzwurf und entschied sich als Schlagmannschaft zu beginnen. Als Spieler des Spiels wurde Javagal Srinath ausgezeichnet.

### Zweiter Test in Kalkutta
| 27. November – 1. Dezember Scorecard | Kalkutta | Südafrika 428 (121.1) & 367-3d (93.2) | – | Indien 329 (81.2) & 137 (53.3) |
|                                      |          | Südafrika gewinnt mit 329 Runs        |   |                                |

Südafrika gewann den Münzwurf und entschied sich als Schlagmannschaft zu beginnen. Als Spieler des Spiels wurde Gary Kirsten ausgezeichnet.

### Dritter Test in Kanpur
| 8. – 12. Dezember Scorecard | Kanpur | Indien 237 (100.1) & 400-7 (126) | – | Südafrika 177 (72.3) & 180 (96.1) |
|                             |        | Indien gewinnt mit 280 Runs      |   |                                   |

Indien gewann den Münzwurf und entschied sich als Schlagmannschaft zu beginnen. Als Spieler des Spiels wurde Gary Kirsten ausgezeichnet.

## One-Day International in Mumbai
| 14. Dezember Scorecard | Mumbai (WS) | Indien 267-6 (50)          | – | Südafrika 193 (46) |
|                        |             | Indien gewinnt mit 74 Runs |   |                    |

Indien gewann den Münzwurf und entschied sich als Schlagmannschaft zu beginnen. Als Spieler des Spiels wurde Mohammad Azharuddin ausgezeichnet.